# Abdul-Chalim Sadulaev
Abdul-Chalim Abusalamovič Sadulaev, a volte scritto come Sajdulaev (in ceceno Сайд-Ӏелийн Абусаламин кӏант Ӏабдул-Хьалим, Sajd-jeliyn Abusalamin khant jabdul-Ẋalim; in russo Абдул-Халим Абусаламович Садулаев?; Argun, 1967 o 1966 – Argun, 17 giugno 2006), è stato un militare, imam e politico russo di etnia cecena, quarto presidente della Repubblica cecena di Ičkeria. Noto anche come Sceicco Abdul-Chalim, Sadulaev ricoprì la carica di Presidente per poco più di un anno intero prima di essere ucciso in uno scontro con l'FSB e la polizia russa.

## Biografia
Nato nella città cecena di Argun, Sadulaev faceva parte dei Biltaroj, ramo del teip (clan) Ustradoj. Fonti russe riferiscono che sia nato nel 1967 mentre fonti separatiste cecene  segnano nel 1966. Raggiunta la maggiore età, venne arruolato nell'esercito sovietico, servendo due anni di leva obbligatoria. Congedato con il grado di staršiná e tornato ad Argun, iniziò una carriera da meccanico. Nello stesso periodo frequentò corsi serali di arabo e giurisprudenza islamica.
Entrò all'università di Groznyj per studiare filologia cecena e russa, ma dovette interrompere gli studi quando scoppiò la prima guerra cecena con la Federazione Russa nel 1994. Unendosi alle milizie cecene create nella sua città natale, partecipò attivamente agli scontri con le forze russe. Con la fine delle ostilità, ritornò alla vita religiosa, apparendo in televisione su canali religiosi come predicatore. Divenne sempre più influente, ottenendo la carica di imam della moschea di Argun.
Nel 1997 viaggiò per la prima e ultima volta fuori dalla Cecenia, recandosi a La Mecca in pellegrinaggio.
Nel 1999, Sadulaev diventò membro della Commissione di Stato della Repubblica cecena di Ichkeria sulla riforma costituzionale della Shari'a.
Nel 2002, in una riunione allargata del Comitato di Difesa dello Stato fu nominato presidente del Comitato della Sharia del Comitato di Difesa dello Stato e capo della Corte Suprema della Sharia della Repubblica Cecena di Ichkeria. Nell'estate del 2002, con decreto del presidente di Ičkeria, Aslan Maskhadov, Sadulaev venne approvato come suo successore. Secondo il sito web dei separatisti ceceni Kavkaz-Center, nel 2003, gli agenti dell'FSB presero in ostaggio la moglie di Saidulaev e la uccisero.

### Morte
Sadulaev morì nella periferia della città di Argun durante uno scontro con gli agenti di polizia e l'FSB il 17 giugno 2006. Il suo corpo è stato preso e mostrato dall'allora primo ministro ceceno Ramzan Kadyrov ai media.
Il 3 ottobre 2007, secondo il sito web "Kavkaz-Center", il suo successore come presidente della Ičkeria, Dokka Umarov, gli conferì postumo il più alto ordine della repubblica, l'Onore della nazione.